# 사도국

사도 국

사도국(일본어: 佐渡国 사도노쿠니[*])은 호쿠리쿠도에 위치한 일본의 옛 구니이다. 현재의 니가타현 사도섬에 해당한다. 사슈(佐州) 혹은 도슈(渡州)라고도 한다.

## 군
- 하모치군(일본어판)(羽茂郡)
- 사와타군(일본어판)(雑太郡)
- 가모군 (니가타현)(일본어판)(賀茂郡)